# Tir la Jocurile Olimpice de vară din 1896 - pistol liber 30 m (masculin)
Proba masculină de tir pistol liber 30 m a fost una dintre cele cinci probe de tir sportiv din programul de tir al Jocurilor Olimpice de vară din 1896. Șase concurenți s-au înscris în proba de pistol pe 11 aprilie. După ce a câștigat proba de pistol militar 25 de metri, John Paine s-a retras apoi din proba de pistol liber de 30 de metri, invocând dorința de a nu-și stânjeni gazdele grecești. De asemenea, el a declarat că a avut o înțelegere cu fratele său conform căreia cine câștiga prima probă între ei doi renunța la următoarea probă. Concurenții au tras fiecare cinci serii de câte șase focuri. Sumner Paine a câștigat proba.

## Context
Aceasta a fost prima apariție a ceea ce avea să devină standardizat ca proba masculină de pistol de 50 de metri. Proba a avut loc la fiecare ediție a Jocurilor Olimpice de vară din 1896 până în 1920 (cu excepția anului 1904, când nu a avut loc nicio probă de tir) și din 1936 până în 2016; din 1968 până în 1980 au existat și probe feminine. Aceasta a fost singura dată când proba a avut loc la o distanță de 30 de metri; în 1900, distanța va fi mărită la 50 de metri, care va deveni standard (cu excepția faptului că în 1908 s-au folosit yarzi).
Paine a folosit un revolver Smith & Wesson New Model 3.

## Formatul competiției
În cadrul competiției, fiecare trăgător a tras 30 de focuri, în 5 serii de câte 6, la o distanță de 30 de metri. Punctajul a constat în înmulțirea loviturilor la țintă cu punctele obținute în fiecare serie. Fiecare țintă avea un punctaj de până la 6. Punctajul maxim posibil în fiecare serie de focuri a fost de 216 (6 lovituri înmulțit cu 6 punctaje de 6); pentru totalul de 5 serii, punctajul maxim a fost de 1080 de puncte.

## Program
Proba a avut loc în cea de-a cincea zi a competiției. 
| Dată                     | Oră  | Rundă  |
| Sâmbătă, 11 aprilie 1896 | 9:00 | Finala |

## Rezultate
| 1 | Sumner Paine        | Statele Unite ale Americii | 24         | 76         | 64         | 80         | 120        | 102        | 442        |
| 2 | Holger Nielsen      | Danemarca                  | Necunoscut | 12         | 85         | 62         | 24         | 100        | 285        |
| 3 | Ioannis Frangoudis  | Grecia                     | Necunoscut | Necunoscut | Necunoscut | Necunoscut | Necunoscut | Necunoscut | Necunoscut |
| 4 | Nikolaos Morakis    | Grecia                     | Necunoscut | Necunoscut | Necunoscut | Necunoscut | Necunoscut | Necunoscut | Necunoscut |
| 5 | Georgios Orphanidis | Grecia                     | Necunoscut | Necunoscut | Necunoscut | Necunoscut | Necunoscut | Necunoscut | Necunoscut |